# Герб Сєдового
Герб Сєдового — символ селища Сєдове Донецької області. Затверджений 2001 року.

## Опис
Щит перетятий зеленим і лазуровим. У першій частині зі срібною багаторазово зламаною базою чорний корабель зі срібними надбудовами та щоглами. У другій частині дві срібні риби, верхня вліво.

## Значення символів
Саме Сєдове назване на честь полярного дослідника та гідрографа Георгія Яковича Сєдова, який тут і народився, коли селище ще називалося Кривою Косою.
У верхній частині герба зображена вітрильно-парова шхуна 'Святий великомученик Фока', на якій Сєдов відправився у свою останню експедицію. 'Фока' протікав, не мав радіостанції, замість їздових собак набрали дворняг, йому не вистачало палива, води, їжі та спорядження. Пройшовши лише 200 з 2000 км експедиції, Сєдов помер. Є версія, що матроси його розчленували і згодували собакам. 
В нижній частині герба зображено два оселедця, які водяться в Азовському морі.